# Park Narodowy Chaco
Park Narodowy Chaco (hiszp. Parque Nacional Chaco) – park narodowy w Argentynie, położony w departamencie Presidencia de la Plaza w prowincji Chaco. Park ma powierzchnię 14981 hektarów. Utworzony został w 1954 roku. Park został utworzony w celu zachowania różnorodności gatunkowej i genetycznej, konserwacji prowadzenia badań naukowych.  W szczególności ochrony części gór Quebracho Colorado i położonych na nich lasów, które nie ucierpiały w wyniku eksploatacji oraz pięciu gatunków wpisanych do czerwonej listy Argentyny.

## Fauna
W parku zamieszkują gatunki rzadkie gatunki ssaków m.in.:
- Jeleniak bagienny (Blastocerus dichotomus),
- Pekari białobrody (Tayassu pecari),
- Pekariowiec obrożny (Pecari tajacu),
- Pampasowiec grzywiasty (Chrysocyon brachyurus),
- Grizon mniejszy (Galictis cuja),
- Wydra długoogonowa (Lontra longicaudis),
- Szop krabożerny (Procyon cancrivorus),
- Zębolita olbrzymia (Priodontes maximus),
- Tapir amerykański (Tapirus terrestris),
- Mrówkojad wielki (Myrmecophaga tridactyla),
- Wyjec czarny (Alouatta caraya)[3][4][5].

Park został zakwalifikowany przez BirdLife International jako ostoja ptaków IBA. Dla 6 gatunków przyznano kryterium A1 (gatunki globalnie zagrożone). Według czerwonej księga gatunków zagrożonych dwa z nich są gatunkami zagrożonymi (EN), a cztery gatunkami bliskimi zagrożenia (NT).
Są to:
| Gatunek                                           | Kategoria RL | status   | IBA Kryterium |
| ------------------------------------------------- | ------------ | -------- | ------------- |
| Nandu szare Rhea americana                        | NT           | rezydent | A1            |
| Urubitinga czubata Buteogallus coronatus          | EN           | rezydent | A1            |
| Dzięcioł żałobny Dryocopus schulzii               | NT           | rezydent | A1            |
| Mokradnik argentyński Pseudocolopteryx dinelliana | NT           | rezydent | A1            |
| Ziarnojadek moczarowy Sporophila ruficollis       | NT           | rezydent | A1            |
| Ziarnojadek bagienny Sporophila palustris         | EN           | rezydent | A1            |

Ważnymi gatunkami płazów i gadów występujących w parku są:
- Rhinella fernandezae,
- Anakonda żółta (Eunectes notaeus),
- Micrurus baliocoryphus,
- Tropidurus spinulosus
- Acanthochelys pallidipectoris[3].

## Flora
Do gatunków endemicznych dla Argentyny w Parku Narodowym Copo występują następujące:
- Lepidium stuckertianum,
- Tragia dodencandra,
- Condalia microphylla[3].